# Pimelea curviflora
Pimelea curviflora är en tibastväxtart. Pimelea curviflora ingår i släktet Pimelea och familjen tibastväxter.

## Underarter
Arten delas in i följande underarter:
- P. c. curviflora
- P. c. gracilis
- P. c. acuta
- P. c. divergens
- P. c. subglabrata

## Bildgalleri

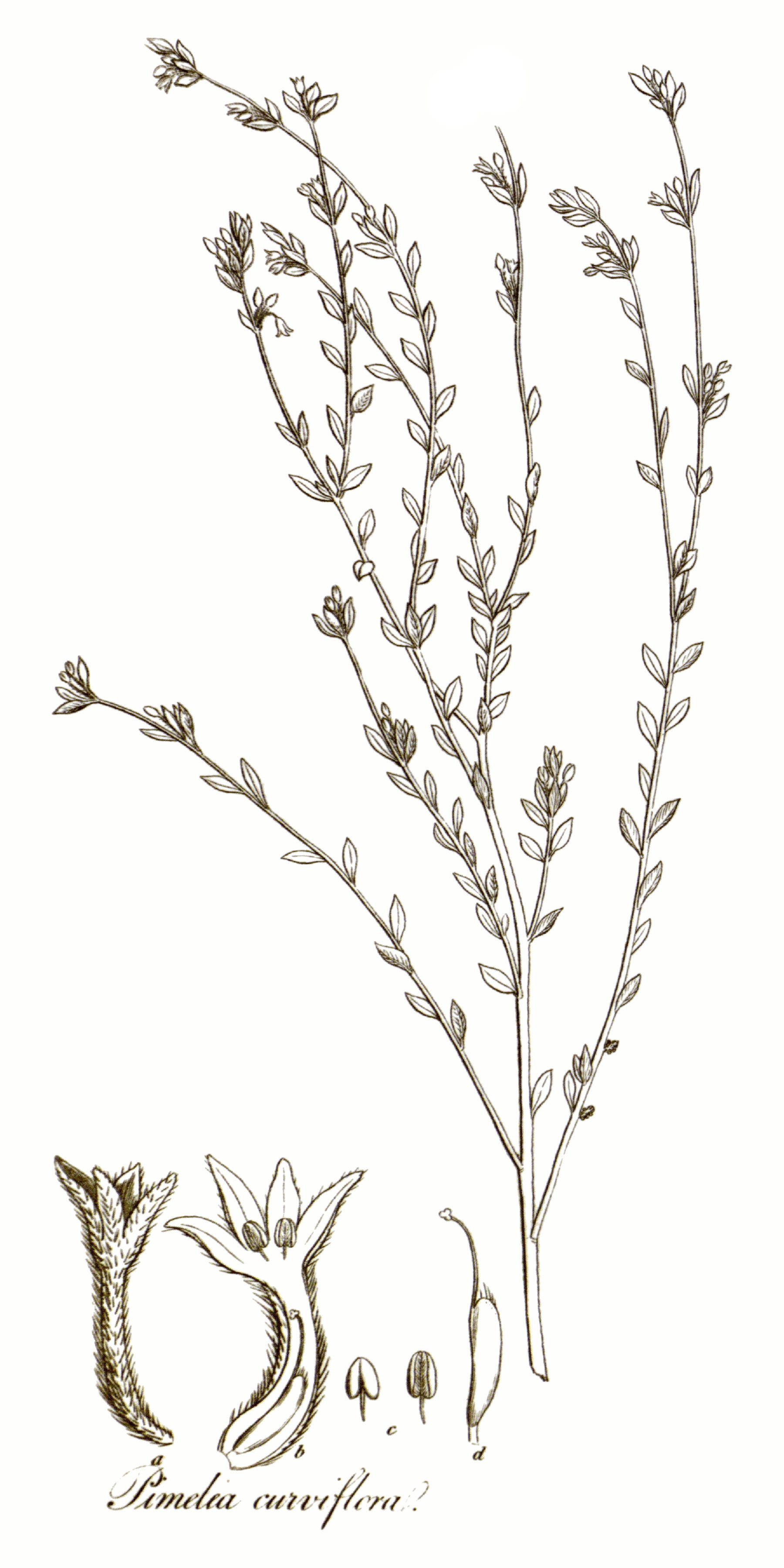